# Medaglia per il servizio in Israele
La medaglia per il servizio in Israele è una decorazione concessa da Israele ai militari stranieri, come segno di gratitudine per il servizio da loro svolto per lo Stato israeliano, dal 12 gennaio 2007, data della sua istituzione per volontà del Governo.

## Descrizione

Il logo delle IDF

La medaglia, a forma di stella di David dalle punte arrotondate da un grosso bordo, è ornata nel verso frontale da una spada con intrecciato sopra un ramo di ulivo, mentre il retro è liscio, ed è ornata ulteriormente da un nastro posto sotto la stella con indicata la scritta "I.D.F." stante per "Israel Defense Forces", ossia Forze di difesa israeliane, al quale stemma si rifà la medaglia.
Il nastro prende i colori dalla bandiera nazionale infatti presenta due strisce blu in campo bianco, ma è ornato inoltre dalla riproduzione della medaglia stessa, senza scritta, in blu, nel centro del nastrino.